# Justina (císařovna)
Justina (latinsky Iustina) (4. století? - asi 388? Soluň) byla římská císařovna, původně manželka povstaleckého císaře Magnentia, po jeho smrti se provdala za císaře Valentiniana I., s nímž měla čtyři děti, syna a později císaře Valentiniana II., a dcery Gallu, pozdější císařovnu, manželku Theodosia I., Gratu a Justu. Podle Sókrata Scholastika zůstaly Grata i Justa svobodné. Pravděpodobně byly ještě naživu v roce 392, pozdější zdroje se o nich nezmíňují.
Pocházela z Konstantinovy dynastie. Byla druhou manželkou Valentiniana I., čímž se stala i nevlastní matkou augusta Gratiana a později tchyní augusta Theodosia I. Její syn Valentinian II. se stal císařem krátce po smrti jejího manžela v listopadu roku 375. Podle pozdně antické historie byla arianskou křesťankou. Tuto christologii začala vyznávat poté, co její manžel zemřel, čímž se dostala do konfliktu s Ambrožem, nicejským křesťanem a biskupem v Mediolanu. Před invazí Magna Maxima na Apeninský poloostrov v roce 387 uprchla se svými dětmi, včetně Valentiniana II. a Gally do Soluně, kde získala podporu východořímského císaře Theodosia I. Císař ji přislíbil pomoc v občanské válce, která v Itálii propukla, když se její dcera Galla za něho provdá. Justina se svatbou ráda souhlasila a v Soluni se krátce na to konala svatba. V červenci a srpnu roku 388 se vojska Theodosia I. a Valentiniana II. vedená Richomerem, Arbogastem, Promotem a Timasiem střetla s vojsky Magna Maxima v bitvě u Sávy. Maximus byl poražen a 28. srpna 388 v Aquileii popraven. Popraven byl také jeho syn a spoluvládce Flavius Victor. Jeho manželka Helen a dvě dcery byly ušetřeny. Podmínka pro manželství s princeznou Gallou byla splněna. Porážkou Maxima byla ukončena i krátká občanská válka na Apeninském poloostrově. Justina krátce po skončení války zemřela.